# Ursviken

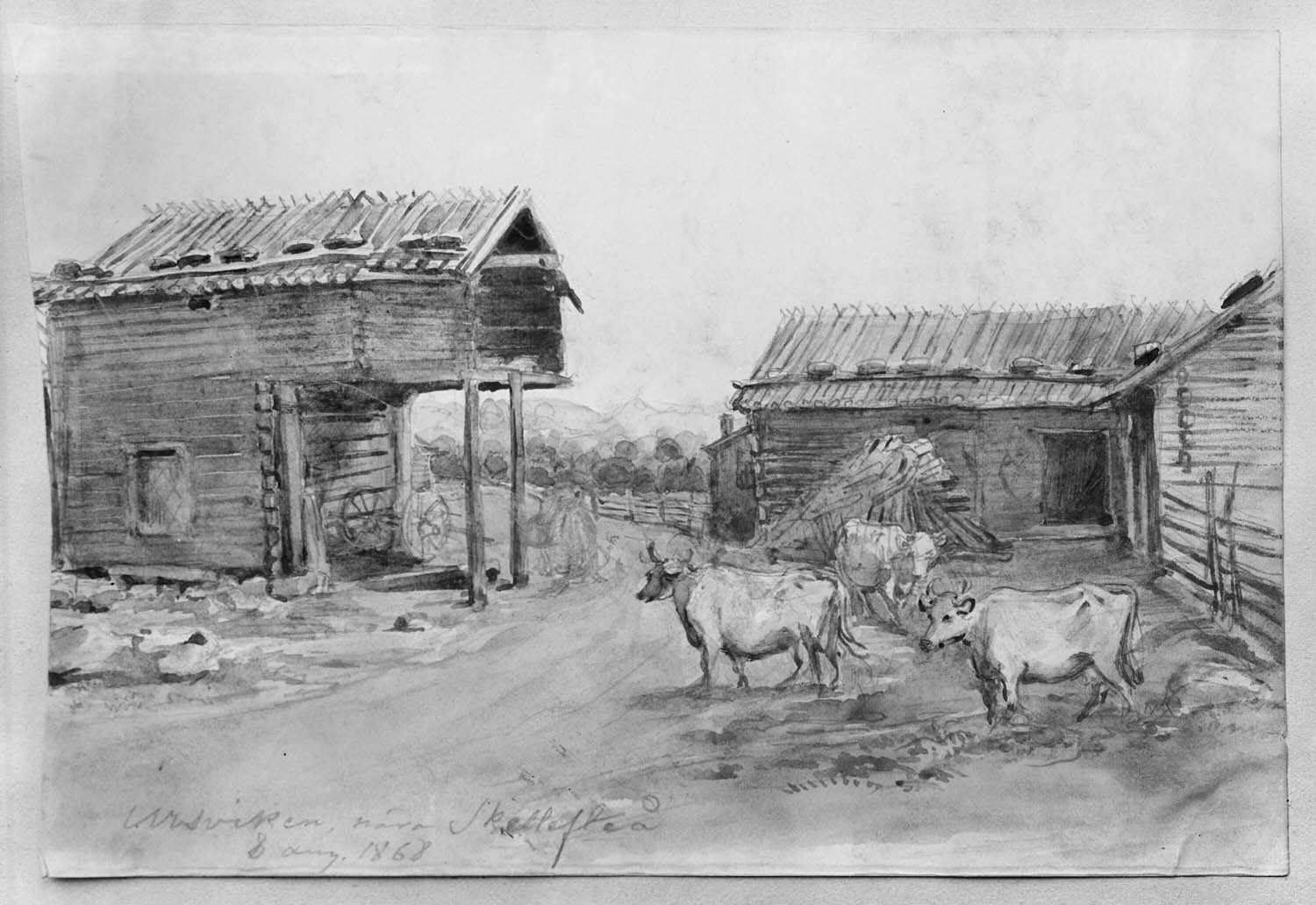
Ursviken, Fritz von Dardel 1868.

Ursviken is een plaats in de gemeente Skellefteå in het landschap Västerbotten en de provincie Västerbottens län in Zweden. De plaats heeft 4054 inwoners (2005) en een oppervlakte van 375 hectare. De plaats ligt op een schiereiland bij de monding van de rivier de Skellefteälven in de Botnische Golf.

## Verkeer en vervoer
Bij de plaats loopt de Länsväg 372.
Door de plaats loopt de spoorlijn Bastuträsk - Skelleftehamn.